# 加賀操
加賀 操（かが みさお、1897年（明治30年）7月25日 - 1986年（昭和61年）2月3日）は、大正末から昭和期の農業技術者、政治家。参議院議員（1期）。北海道内初の本格的ハッカ工場に係わり「ハッカの神様」と称された。

## 経歴
岡山県出身。1924年（大正13年）北海道帝国大学農学部を卒業し、同年、北海道庁技手に任官し、その後、同技師となる。
その後、北海道信用購買販売組合聯合会（北聯、現・ホクレン農業協同組合連合会）北見薄荷工場長に就任。北聯理事、北海道農業会理事、全農政協会理事、北海道薬農工業会社社長、上川生果物出荷組合長、日本除虫菊協会理事長などを務めた。
1947年（昭和22年）4月の第1回参議院議員通常選挙で北海道地方区に無所属で出馬して当選し、緑風会に所属し参議院議員に1期在任した。この間、北海道開発審議会委員などを務めた。
1969年（昭和44年）秋の叙勲で勲三等旭日中綬章受章。
1986年（昭和61年）2月3日死去。死没日をもって従六位から正五位に叙される。

## 伝記
- 前川満夫編著『薄荷にかけた生涯加賀操略伝』北見市史編さん事務室、2005年。